# Puente de San Telmo
El Puente de San Telmo se encuentra en Sevilla, Andalucía, España. Se trata de un puente de hormigón inaugurado en 1931. Cruza el río Guadalquivir.

## Situación
Se localiza entre el Puente de Triana y el Puente de los Remedios. Cruza el río desde el Paseo de las Delicias hasta alcanzar la otra orilla, en la plaza de Cuba, prolongándose por la avenida de la República Argentina, uniendo así el centro de la ciudad con el barrio de los Remedios.

## Antecedentes y construcción
El primer puente de la ciudad fue el Puente de Barcas, que se sustituyó en 1852 por el actual Puente de Triana, llamado oficialmente de Isabel II. El 15 de marzo de 1880 se inauguró un puente para ferrocarriles llamado de Alfonso XII. Con el fin de solucionar el problema del agua, en 1882 el Ayuntamiento de Sevilla dio una concesión de 99 años a la empresa inglesa The Seville Water Works Company Limited para abastecer de agua a los sevillanos. Entre las infraestructuras que creó esta compañía estuvo un acueducto sobre el Guadalquivir a la altura de la plaza de Chapina que fue inaugurado el 23 de abril de 1898. Esta estructura permitía también el paso peatonal y era conocida como Pasadera o Pasarela del Agua.
En 1857 Sevilla tenía 112 529 habitantes censados y en 1910 alcanzó los 158 287 habitantes. De esos vecinos, 30 000 vivían en la orilla occidental del río, donde estaba el barrio de Triana, y la ciudad solo tenía tres puentes. En 1917 el ingeniero Antonio Ibarra Miró, de la Jefatura Provincial de Obras Públicas de Sevilla, realizó un estudio para elegir su emplazamiento. Se tomó la decisión de hacerlo frente al edificio del Salón Cristina, cerca del Palacio de San Telmo, porque al sur del centro se situarían muchas construcciones de la Exposición Iberoamericana de 1929 y se pensaba que la orilla opuesta podría ser urbanizada en el futuro. En dicho estudio también se planteaba una carretera que discurriría por la actual avenida República Argentina y se que se prolongaba hasta la barriada de La Pañoleta, en Camas. Esa carreterera sería la base de una ruta hacia Coria del Río, Huelva y Extremadura.
La Jefatura de Obras Públicas de Sevilla convocó un concurso público al que se presentó la empresa francesa Schneider y Cía, con un puente con tramos metálicos que costaría 11 millones de pesetas, y la empresa española Compañía de Construcciones Hidráulicas y Civiles, con un puente que costaba 8 millones. Esta última estaba dirigida por el ingeniero José Eugenio Ribera. La Dirección General de Obras Públicas eligió el proyecto de Ribera. La Dirección General disminuyó el ancho del puente de los 20 a los 15 metros y elimió muchos adornos que, de colocarse, deberían haber sido costeados por el Ayuntamiento. El presupuesto del puente, tras esto, pasó a ser de 5 821 318 pesetas.
La disposición estructural de los arcos laterales había sido empleada por el ingeniero francés Paul Séjourné en sus arcos de sillería de Luxemburgo y Toulouse. Ese tipo de arcos en el puente ya habían sido usados por Ribera en 1909 en el Puente de la Reina Victoria sobre el río Manzanares de Madrid. Las ventajas de este tipo de arco condujeron a que se considerase un arco estándar para puentes-arco de hormigón armado para carreteras en 1924.

El puente de San Telmo en una fotografía donde se aprecia el tablero móvil del que dispuso hasta 1964

El tramo central levadizo fue proyectado y montado por la empresa barcelonesa La Maquinista Terrestre y Marítima. El puente sería levadizo para favorcer el acceso de los barcos a los muelles del Arenal.
Antes de su construcción, Alfonso XIII dijo que le preocupaba que el puente tapase la vista de la Torre del Oro desde el sur de la ciudad. Tras este comentario la rasante del puente se rebajó tres metros. Esto fue posible porque el Ministerio de Fomento realizaba en ese momento la corta de la Vega de Triana en el Guadalquivir, y esto implicaba que el brazo de río que pasaba por Sevilla quedaría como una dársena no sujeta a las crecidas del río.
Ribera había diseñado el puente en 1920, en una etapa más propensa a las "fantasías modernistas", cuando colaboraba con los arquitectos Gustavo y Roberto Fernández Balbuena. No obstante, cuando iban a comenzar las obras, estos mismos arquitectos consideraban que ese diseño estaba pasado de moda y el puente fue ejecutado con unas líneas mucho más sencillas. En 1920 se buscaba disimular que se trataba de un puente de hormigón, pero cuando el puente se inauguró en 1931 el propio Ribera dijo:

La hermosura de un puente de obtenerse por la silueta de sus formas y por las proporciones de sus elementos. Sus paramentos de hormigón no deben ocultarse [...] Estamos en una era de la sinceridad constructiva.

Para la construcción Ribera contó con la ayuda de los ingenieros Eduardo Torroja, José Entrecanales y Manuel Távora Barrera. Este último había demostrado su pericia en obras de hormigón armado con el cargadero de las minas de Cala realizado para el Puerto de Sevilla en San Juan de Aznalfarache.

## El puente
El 13 de agosto de 1931, tras realizarse una prueba de carga, quedó abierto al paso peatonal.
Para el funcionamiento del puente levadizo debía disponerse de un personal fijo encargado de las maniobras del puente y del mantenimiento de la maquinaria. El presupuesto anual del puente para su mantenimiento en 1958 fue de 370 000 pesetas. El pavimento en la zona levadiza era de madera y su parte superior debía renovarse cada 5 o 6 años. La última sustitución tuvo lugar en 1963. Costó 1 100 000 pesetas y fue realizada por Juan Bocanegra Castro. La idea de convertir el puente en fijo ya se planteó en 1959. En octubre de 1959 responsables del puerto y los de carreteras del Estado llegaron a un acuerdo para que el puente quedase bajado permanentemente. No obstante, en mayo de 1960 el Ministerio obligó a que fuera levadizo de 2 a 6 de la madrugada. En noviembre de 1961 el Estado mandó cesar la elevación nocturna porque era necesario reparar el mecanismo. Tras seis meses de reparaciones se apreció que había muy pocos barcos que remontasen el río más allá de ese punto, con la excepción de barcos cargados de hielo y pescado.
En 1962 la Jefatura de Obras de Sevilla pidió a la Jefatura de Puentes de Madrid un proyecto para sustituir el tramo móvil del puente por uno fijo, y para dotar al puente de una plataforma nueva de 18 metros (una calzada de 4 carriles y 14 metros con dos acerados de 2 metros). El proyecto fue realizado por el ingeniero José Antonio Puyal Lezcano. En noviembre de 1963 se adjudicó la obra a la empresa Agromán. La dirección de las obras fue encargada al autor del proyecto, que colaboró con Francisco Guerrero Martín Romero. Además, la empresa Agromán puso en la jefatura de las obras a Rafael Romero Martínez. Las obras comenzaron en febrero de 1964. Las pruebas de carga, estática y dinámica de la obra finalizada tuvieron lugar el 26 de marzo de 1965. Se abrió al público días después de estas pruebas. En los años 60 el puente forma parte de la carretera SE-600, que comunicaba Sevilla con San Juan de Aznalfarache. En 1984 esta carretera, y el puente, pasaron a manos de la Junta de Andalucía. La Consejería de Obras Públicas y Transportes renovó las barandillas y las farolas en 1992, antes de la Exposición Universal de ese año.
El 27 de abril de 1994 la Junta de Andalucía cedió la titularidad del puente al Ayuntamiento de Sevilla.
En 2006 se llevó a cabo una rehabilitación del puente, con un presupuesto de 1,5 millones de euros. Estas obras terminarían a finales de 2007.
Actualmente el puente posee cuatro carriles, dos en cada sentido, así como una acera por cada lado, existiendo en una de ellas un carril para bicicletas.